# Simfonija br. 3 (Beethoven)
III. simfonija u Es-duru "Eroica" op.55 napisao je 1803. – 1804. godine Ludwig van Beethoven. Simfonija je prvotno bila posvećena Napoleonu Bonaparteu, no nakon što se Napoleon okrunio za cara, Beethoven je u bijesu potrgao naslovnu stranicu i kasnije ju promijenio posvetu "u sjećanje na velikog čovjeka".

## Sastav orkestra i građa simfonije
- - Sastav orkestra
- 1. i 2. violine, viole, violončela, kontrabasi, 2 flaute, 2 oboe, 2 klarineta, 2 fagota, 3 roga, 2 trube i timpani

- - Građa simfonije
- I. Allegro con brio
- II. Marcia funebre: Adagio assai
- III. Scherzo: Molto vivace
- IV. Finale: Allegro molto - Poco Andante-Presto